# Drotaverine
Drotaverine (INN, còn được gọi là drotaverin) là một loại thuốc chống co thắt, được sử dụng để tăng cường sự giãn nở cổ tử cung trong khi sinh. :283
Nó có cấu trúc liên quan đến papaverine, là một chất ức chế chọn lọc của phosphodiesterase 4, và không có tác dụng kháng cholinergic.
Nó có sẵn ở các nước châu Á và Đông Âu dưới một số tên thương hiệu.
Một bài báo từ năm 2013 đã mô tả các tác động của quá liều (ở một phụ nữ 19 tuổi) như bao gồm nôn mửa, co giật và nhiễm độc tim gây tử vong.
Năm 2016, tay cờ trẻ người Nga Ivan Bukavshin đã chết vì dùng quá liều (hoặc ngộ độc) thuốc, vốn ban đầu được cho là đột quỵ. liều của anh là 17 mg / kg trong dòng máu.

## Hàng giả
Ở Israel, sản phẩm được biết đến dưới tên thương hiệu "No-Spa" bởi công chúng  không nhận được giấy phép để được phân phối bởi bộ y tế, Tuy nhiên do những người làm giả y tế địa phương có nhu cầu cao đã quản lý buôn lậu máy tính bảng No-Spa trong những năm qua.
Năm 2008, tổ chức y tế Israel đã cảnh báo người tiêu dùng khỏi thuốc No-SPA giả sau khi một kẻ buôn lậu đã bị bắt tại sân bay Ben Gurion với vài nghìn viên thuốc.
Năm 2011, văn phòng nhãn hiệu và bằng sáng chế của Israel đã từ chối sử dụng No-SPA.